# 保罗-菲利普·霍亨索伦
保罗-菲利普·冯·霍亨索伦（Paul Philip von Hohenzollern，1948年8月13日—），也被称为保罗-菲利普·拉姆布林诺（Paul Philip Lambrino）。1995年，被确认为“罗马尼亚王子殿下”。

## 生平
保罗-菲利普王子出生于巴黎，是罗马尼亚国王卡罗尔二世与第一任妻子吉吉·拉姆布林诺的长子卡罗尔·拉姆布林诺与第一任妻子海伦·亨利埃塔·纳加雷钦（Helene Henriette Nagavitzine）的长子，也是前任国王米哈伊一世的长侄。有一个异母弟弟乔治·尼古拉斯·亚历山大·拉姆布林诺（George Nicholas Alexander Lambrino）。因为卡罗尔二世与吉吉·拉姆布林诺的婚姻属于贵庶通婚，所以后代没能继承罗马尼亚王位。
2000年，保罗-菲利普王子参加罗马尼亚总统选举，只获得55238票，以失败告终
2005年，保罗-菲利普聲稱他的叔叔米哈伊國王在1940年至1944年間創建並管理了一個納粹國家，鼓勵並批准驅逐和謀殺羅馬尼亞猶太人，他要求處決米哈伊國王。歷史學家讓·安塞爾在《耶路撒冷郵報》上撰文駁斥了霍亨索倫的說法，並讚揚了國王和他的母親海倫王后在戰時的行動 。2011年，當米哈伊與霍亨索倫-西格馬林根家族斷絕關係，以羅馬尼亞家族另起爐灶時，保羅表示反對，稱此舉是“一種令人費解的舉動”，切斷了與德國家族的「歷史和王朝聯繫」。
2011年12月，霍亨索倫在北京被任命為「羅中友好大使」。
2012年2月14日，罗马尼亚最高法院承认保罗为卡罗尔二世的合法孙子和继承人，享有与王室成员相同的合法权利。这是一项不可撤销的最终决定。
2020 年，他與商人 Remus Truică 和其他幾名商人一起因 2006 年至 2013 年期間的影響力兜售、洗錢和復雜的賄賂案件而被罗马尼亚法院定罪。他逃走后，被国际刑警组织通緝。他於 2022 年 6 月在法國向当局自首，但法国法院裁定拒绝罗马尼亚的引渡请求。2024年，他在马耳他再次被捕，但2个月后，马耳他法院裁定拒绝罗马尼亚的引渡请求。随后，国际刑警组织认为罗马尼亚司法部门在该案中审判不公，涉及政治因素，并因此而撤销了通缉令。

## 家庭
1996年9月15日，在布加勒斯特保罗-菲利普王子与平民莉亚·格鲁吉亚·特丽芙结婚，现有一子：
- 卡罗尔·斐迪南（Carol Ferdinand，2010年1月11日-）。

1. ↑  Filip Stan. .   [2025-01-20]. （原始内容存档于2023-08-04）.
2. ↑  .   [2025-01-20]. （原始内容存档于2023-08-04）.
3. ↑  Filip Stan. .   [2025-01-20]. （原始内容存档于2023-08-04）.
4. ↑  Miles Johnson. .   [2025-01-20]. （原始内容存档于2025-02-20）.
5. ↑  .   [2025-01-20]. （原始内容存档于2015-04-13）.
6. ↑  （羅馬尼亞語） "Atac la rege: îl scuză Traian Băsescu pe Mareşalul Antonescu?" ("Attack on the King: Is Traian Băsescu Excusing Marshal Antonescu") （页面存档备份，存于）, România Liberă, 23 June 2011. Retrieved 27 January 2012
7. ↑  （羅馬尼亞語） Cristian Petru, "Prinţul Paul de România acuză – 'Mihai a luat cu el colecţia de tablouri El Greco'" ("Prince Paul of Romania Accuses – 'Michael Took with Him the Collection of El Greco Paintings'"), Jurnalul Naţional, 23 March 2005. Retrieved 27 January 2012
8. ↑  （羅馬尼亞語） Andrei Oişteanu, "Şah la Regele Mihai: Paul Lambrino tulbură relaţiile diplomatice româno-israeliene" ("Chess with King Michael: Paul Lambrino Perturbs Romania-Israel Relations") 的存檔，存档日期1 December 2017., 22, 23 June 2005. Retrieved 27 January 2012
9. ↑  （羅馬尼亞語） "Prinţul Paul: Ruperea legăturilor cu Casa de Hohenzollern-Sigmaringen e un gest inexplicabil" ("Prince Paul: Breaking Ties with the House of Hohenzollern-Sigmaringen Is an Inexplicable Gesture") （页面存档备份，存于）, Mediafax, 10 May 2011. Retrieved 27 January 2012
10. ↑  .   [2025-01-20]. （原始内容存档于2023-08-04）.
11. ↑  Virgil Burlă，Cristian Şt. Vasilcoiu. .   [2025-01-20]. 原始内容存档于2012-02-16.
12. ↑  Miles Johnson. .   [2025-01-20]. （原始内容存档于2025-02-20）.